# Os de Balaguer (kommunhuvudort)
Os de Balaguer är en kommunhuvudort i Spanien.   Den ligger i provinsen Província de Lleida och regionen Katalonien, i den nordöstra delen av landet, 400 km öster om huvudstaden Madrid. Os de Balaguer ligger 462 meter över havet och antalet invånare är 800.
Terrängen runt Os de Balaguer är kuperad. Runt Os de Balaguer är det mycket glesbefolkat, med 6 invånare per kvadratkilometer. Närmaste större samhälle är Balaguer, 11,8 km sydost om Os de Balaguer. 